# ニック・フューリー
ニコラス・ジョセフ・"ニック"・フューリー大佐（Colonel Nicholas Joseph "Nick" Fury）は、マーベル・コミックの世界に登場する架空の兵士、スパイ。スタン・リーとジャック・カービーによって創造された。

## 概要
初登場は『Sgt. Fury and his Howling Commandos』第1号（1963年5月）で、エリート米軍部隊員として登場した。この作品は、スタン・リーとジャック・カービーによるもので、第二次世界大戦を舞台としている。
次にフューリーは、『ファンタスティック・フォー』第21号（1963年12月）に登場、現代に活躍するCIAエージェントとなっていた。さらに『ストレンジ・テイルズ』第135号（1965年8月）では、架空のスパイ組織S.H.I.E.L.D.（シールド）のエージェントという設定で登場し、ジェームズ・ボンドのような冷戦スパイとなった。以後は同組織の長官として登場することが多い。また、インフィニティ・フォーミュラによって老化を抑えているという設定により、数十年にわたって若々しい姿を保っていた。外見は隻眼の白人男性であり、左目にアイパッチをしているのが特徴。頭部は白髪が目立つ。喫煙者であり葉巻を好む。特務機関シールドの長官という立場もあってX-MENなどのミュータント界隈よりはアベンジャーズやファンタスティック・フォーらと親交が深い。
1995年にマーベルコミック全体で展開された大型クロスオーバー「Double Edge」の最終章である「Double Edge：OMEGA」において、ある誤解からパニッシャーに射殺され表舞台を去る。しかしその後に「実際に射殺されたのはフューリーに似せたアンドロイドのデコイだった」という設定を作り本編に復帰。その後も活躍を続けるが2014年の大型クロスオーバー「Original Sin」にて彼自身は舞台から去り、代わりにスキンヘッドのアフリカ系黒人である新たなニック・フューリー「ジュニア」がその地位を継ぐことになった。MCUことマーベル・シネマティック・ユニバースで活躍するニック・フューリーに合わせる形でコミック版も変更になったのだがオリジナルのニック・フューリーは死んだわけではなく、2020年のファンタスティックフォー#25において久しぶりに登場、ファンを沸かせた。
マーベル・コミックの並行世界（出版物）だけでなく、それを原作とした映画、テレビシリーズ、コンピュータゲームにも登場する。1998年にはテレビ映画『Nick Fury: Agent of S.H.I.E.L.D.』が作られ、デビッド・ハッセルホフがフューリーを演じた。2008年の『アイアンマン』を始めとするマーベル・シネマティック・ユニバースを舞台とした映画ではサミュエル・L・ジャクソン演じるフューリーが登場する。アルティメット・マーベル版のニック・フューリーはサミュエル・L・ジャクソンをモデルとしているが、これは映画版の配役が決まる以前からそうであった。

### 出版史

#### Sgt. Fury and his Howling Commandos
『Sgt. Fury and his Howling Commandos』は、ニック・フューリーが初めて登場した、第二次世界大戦をテーマとしたシリーズである。彼はエリート部隊の一員という設定であった。このシリーズは合計167号（1963年5月-1981年12月）まで続いた。
ハウリング・コマンド第3号（1963年9月）では、当時OSS職員だったリード・リチャーズに遭う。第13号（1964年12月）では、キャプテン・アメリカやバッキーと共闘した。

#### ストレンジ・テイルズとソロ・シリーズ
『ストレンジ・テイルズ(Strange Tales)』第135号（1965年8月）でニック・フューリーはジェームズ・ボンド風の冷戦スパイになり、マーベルは秘密組織S.H.I.E.L.D.とその敵のHYDRA（ヒドラ）の設定を導入した。

### 経歴
父親のジャック・フューリーはアメリカ人であったが、第一次世界大戦の間はイギリス陸軍航空隊員であった。1916年に参加し、フランスに配属された。戦後、ジャックはニューヨークへ戻って一般女性と結婚し、長男のニック、次男のジェイコブ、長女のドーンを設けた。

### 能力・装備
ニック・フューリーはスターンバーグ博士によって作られた「インフィニティ・フォーミュラ」という血清によって老化が大幅に遅らせられている。1940年代に初めて血清を打ち、以後数年間毎年続けた。
フューリーは武器の有無問わず戦闘の専門家で、元ヘビー級のボクサーであり、テコンドーの黒帯と柔術の茶帯を持っている。キャプテン・アメリカとのスパーリングによる訓練もしていた。
第二次世界大戦、朝鮮戦争、ベトナム戦争に参加し、その経験から時折「軍事アドバイザー」と
しても活動する。他に落下傘兵、レンジャー、解体専門家、船や航空機の操縦、およびグリーンベレーとして訓練経験もある。
フューリーはS.H.I.E.L.D.の技術者によって設計された様々な武器を持っている。9層のケブラーとベータ・クロスで作られたS.H.I.E.L.D.のユニフォームを着ている。

## 異なる世界観での作品（出版物）
マーベル・ゾンビーズ
この世界では、ヒーローやヴィランがゾンビ化している。フューリーはゾンビに対抗するため、レジスタンスを組織化したが、最後はゾンビ化したファンタスティック・フォーに食い殺された。
死の直前、ゾンビが並行世界に逃亡するのを防ぐため、ソーに「トニー・スタークが作ったテレポーターを破壊するよう」に命じ、間接的に多くの世界を守った。
トランスフォーマー
第3号（1985年）では、ダム・ダム・デュガンと共に登場した。
アルティメット・ニック・フューリー
アルティメット・マーベルの世界では、サミュエル・L・ジャクソンをモデルとした、スキンヘッドのアフリカ系アメリカ人ニック・フューリー将軍として登場する。
Deadpool Merc with a Mouth
第7号では、デッドプールが未開拓の宇宙を訪問したところ、そこで保安官をしているニック・フューリーに遭遇する。

## MCU版
マーベル・シネマティック・ユニバース（MCU）では、サミュエル・L・ジャクソンが演じる。日本語吹替は『アイアンマン』から『キャプテン・アメリカ/ザ・ファースト・アベンジャー』まで手塚秀彰が担当し、その後MCUの主な配給がウォルト・ディズニー・スタジオ・モーション・ピクチャーズに移行してからの日本語吹替は映像媒体や配給会社を問わずに竹中直人が担当していたが、『ホワット・イフ...?』では立木文彦が担当している。
ジャクソンは、『アベンジャーズ』を含む合計9作品に、ニック・フューリー役で出演する契約を交わしている が、出演作は『スパイダーマン:ファー・フロム・ホーム』で11本目である。
本項は、“アース616”（正史の宇宙）におけるフューリーを主軸として表記する。

### キャラクター像
『アイアンマン』から『キャプテン・アメリカ/ウィンター・ソルジャー』までは“S.H.I.E.L.D.”長官として、それ以降は“アベンジャーズ”やS.H.I.E.L.D.を影から支える役割で、そして唯一彼の若い頃を描いた『キャプテン・マーベル』では、レベル3のランクを持つS.H.I.E.L.D.のヘッドエージェントとして登場。
1950年7月4日生まれ。後述の理由で左目を負傷して隻眼となり、黒いアイパッチをあてがっている。 現代ではこのアイパッチと黒いロングコートがトレードマークである。記憶はないらしいが、出身地はアラバマで、高校卒業後に陸軍に入隊し大佐に上り詰め、CIAエージェントになって以降は冷戦でベルファスト、ブカレスト、ブダペストなどを転戦していた。
若い頃はエージェントでありながら、場合によって命令を無視して行動し、上官にさえ疑惑の目を向け、重要な情報を外部に漏らさないなど型破りな性格でありつつも、愛想がよく、ユーモア溢れる振る舞いをストレートに見せていた。だが現代では人柄の円さが影を潜め、胸部に暗殺未遂による傷跡が残るなど の様々な経験から重要な計画の全貌を味方にすら知らせず、徹底的に結果を求め、目的のためなら身近な部下の死をも間接的に利用したり、無法者にも悪事を依頼することもあるほど一癖も二癖もある秘密主義者にして策士へと変わり果てている。そのため周囲からの人望は厚いと言い切れず、皆から非難されることも度々あるが、内心では世界平和を強く望んでおり、そのために自ら現場へ赴くことも多く、どんな脅威にも戦いを挑もうとする確固たる意志を秘めている。

### 『ホワット・イフ…？』版
現在のところ、“アース82111”、“アース51825”、“アース72124”に、それぞれの宇宙におけるフューリーの存在が描写されており、正史のフューリーと同様のキャラクター像とS.H.I.E.L.D.長官の肩書きを持って活動する。

### 能力
例え窮地に陥っても決して取り乱さずに的確な判断を下して行動できる冷静沈着な指揮官にして、並の兵士を凌ぐ実戦能力と、優れたパイロット能力を誇る凄腕のスパイでもある。卓越した頭脳も有し、手練手管に長け、あらゆる計画・作戦を立案してS.H.I.E.L.D.の活動の多くを執り仕切り、アメリカと同盟国の安全保障上の利益に資するプロジェクトも複数管理している。

### ツール・ビークル
S&W M&P
愛用のハンドガン。
ポケベル
フューリーが持つ1995年当時の最新式双方向ポケットベル。1995年にキャロル・ダンヴァース/キャプテン・マーベルと共に“ペガサス計画”の実験施設に辿り着いたフューリーは、これを使ってケラーたちに救援を要請した。
その後地球から旅立つ直前のキャロルによって、無骨な金属パーツや基盤などが取り付けられたことにより、遠い宇宙の彼方へも自身への緊急信号を送信できるようにアップグレードされ、フューリーに託された。以後彼は、描写された限りでは長年の間このアイテムを使うことは無かったが、2018年に、フューリーはサノスが引き起こした“デシメーション”によって起きた人類の半数が消滅するという異常事態に対して遂に緊急信号を送信。信号はキャロルに届き、液晶ディスプレイにキャプテン・マーベルの紋章が映し出されたものの、フューリーもサノスによって無作為に消滅。デシメーション後には“アベンジャーズ・コンパウンド”で解析が進められていた。
シボレー・タホ
フューリーのSUV。外観は市販車と大差ないが、運転席にはナビゲーションシステムと自動運転システム搭載のAIや、運転手の身体チェック機能、医療キット、通信アレイ、マシンガンとグレネードランチャーが複合された固定火器が備わり、外装は強化ボディと防弾ガラスとなっており、垂直離陸機能まて有しているとフューリーは明言していた。
“インサイト計画”が間近に迫っていた2014年、フューリーが単身で乗車していたところに、襲撃部隊の執拗な攻撃を受けて外装が損傷し、システムの多くも使用不能となりながらも、フューリーは市街地で襲撃部隊とカーチェイスを繰り広げたが、ウィンター・ソルジャーの奇襲で吹き飛び、反転してしまう。
インフィニティ・QX50
2018年時のフューリーの愛車。フューリーはこの自動車でマリア・ヒルと共に移動していた際に、デシメーションに遭遇する。
このほかにもフューリーは、ニューヨーク決戦時に核搭載機としてS.H.I.E.L.D.の母艦・“ヘリキャリア”から発艦したF-35B1機に向けてRPG-7を、ウィンター・ソルジャーの奇襲時には“マウスホール”を用いており、インサイト計画の際にはアグスタ A109を操縦する。

### 各作品での活躍

#### マーベル・スタジオ作品群
『アイアンマン』
日本語吹替 - 手塚秀彰
本作でMCU初登場。
エンドクレジット後にトニー・スターク/アイアンマンの邸宅に侵入して現れ、トニーに彼以外にもヒーローは存在すると声をかけ、アベンジャーズ結成の話を持ちかける。
『インクレディブル・ハルク』では名前のみの登場。オープニング・クレジットに出てくる公文書で、彼の名前が確認できる。
『アイアンマン2』
日本語吹替 - 手塚秀彰（劇場公開版）、玄田哲章（テレビ朝日版）
本作ではナターシャ・ロマノフ/ブラック・ウィドウやフィル・コールソンを率いて登場する。
トニーのアベンジャーズの一員としての適性検査を行うために、ナターシャを“スターク・インダストリーズに潜入させる。その後、ジェームズ・ローズと対決して孤立したトニーの前に現れ、イワン・ヴァンコ/ウィップラッシュの情報を提供し、パラジウム中毒を一時的に抑えるための二酸化リチウムをトニーに与え、彼の“アーク・リアクター”の問題解決の手がかりとしてハワード・スタークのトランクを託す。
物語のラストでは、トニーをS.H.I.E.L.D.の“相談役”として登用し、彼から“アイアンマン・アーマー”提出を求めていたアメリカ上院議員のスターンを、勲章授与式の授与者に任命するように頼まれて手配する。
『マイティ・ソー』
日本語吹替 - 手塚秀彰
本作のエンドクレジット後に登場。S.H.I.E.L.D.に招かれた天文物理学者のエリック・セルヴィグに、“インフィニティ・ストーン”の1つである“スペース・ストーン”を宿した“テッセラクト”の研究調査を依頼する。
『キャプテン・アメリカ/ザ・ファースト・アベンジャー』
日本語吹替 - 手塚秀彰
本作ではメインとなる時間軸から見て未来（エンドクレジット直前）に登場。冷凍睡眠の状態で収容され、目を覚まして精神的に不安定なままタイムズスクエアへ飛び出したスティーブ・ロジャース/キャプテン・アメリカと出会い、彼を保護すると、現代が戦争終結から70年が経過したことを伝える。
『アベンジャーズ』
日本語吹替 - 手塚秀彰、竹中直人（劇場公開版）
本作では主要人物の一人として登場し、S.H.I.E.L.D.副長官であるマリアや、後にアベンジャーズに加入するクリント・バートン/ホークアイも率いて活動する。
テッセラクトの実験中にロキが出現し、彼にクリントやセルヴィグが操られ、テッセラクトも奪われたことで事態を重く見て“アベンジャーズ計画”を始動。トニーやスティーブなど、以前に出会ったヒーローたちをヘリキャリアに招集する。しかし、テッセラクトの研究が強力な兵器を開発する極秘の“P.E.G.A.S.U.S.計画”であることを一堂に知られてヒーローたちの批判を買ってしまった。
だが、操られたクリントたちがヘリキャリアを襲撃した際には自ら応戦し、本艦墜落の危機が収まるとコールソンがロキによって命を奪われたことを引き合いに出してアベンジャーズを奮起・団結させ、ニューヨークでロキや“チタウリ”と激戦を繰り広げる彼らの勝利を信じて、“世界安全保障委員会”からの冷徹な指示を拒否し続ける。
そして決戦後も、世界安全保障委員会からアベンジャーズの処遇について糾弾されるも、ロキらに勝利したヒーローたちの今後を尊重し、「休暇くらい与えてやりたい」と返答して通信を切る。
『キャプテン・アメリカ/ウィンター・ソルジャー』
日本語吹替 - 竹中直人
本作では主要人物の一人として登場。本作では「人好きであるが他者を信用していなかった」という祖父や、エルムハーストを住所としていた母親がいたなどの逸話も明かされた。
近日中にS.H.I.E.L.D.が実行する予定のインサイト計画に不信感を抱き、計画の衛星打ち上げ船舶である“レムリア・スター”を、ジョルジュ・バトロック率いる海賊へ密かにシージャックさせ、それを利用してナターシャに船舶のコンピュータから計画のデータ奪取を命じた。後にスティーブからこの行為とインサイト計画を糾弾され、S.H.I.E.L.D.理事のアレクサンダー・ピアースに計画延期を訴えるが、その矢先に謎の武装集団の襲撃を受ける。なんとか切り抜けたと思いきや、直後に襲撃してきたウィンター・ソルジャーによってスラッグ弾3発を撃ち込まれ、そのまま表向きには死を偽装する。
脊髄損傷、胸骨に亀裂、鎖骨粉砕骨折、肝臓に穴、肺が衰弱という重傷を負うが、難を逃れたスティーブたちにインサイト計画のみを止めさせることを提案する。だがスティーブからS.H.I.E.L.D.を陰で掌握していた“ヒドラ”共々壊滅すべきと主張され、マリアやナターシャとサム・ウィルソン/ファルコンも彼の意見に賛成したため、スティーブをリーダーと認め、自身はサポート役として協力することを決めた。
インサイト計画時にはナターシャが制圧した“トリスケリオン”の委員会室に現れてS.H.I.E.L.D.とヒドラの内部機密公開のためにデータベースロックを解除させ、ピアースを銃撃。崩壊するトリスケリオンからサムを間一髪で救う活躍まで披露し、事後に公的にも死を偽装してスティーブたちに一時の別れを告げ、ヒドラの残党を追って旅立つ。
『アベンジャーズ/エイジ・オブ・ウルトロン』
日本語吹替 - 竹中直人
本作では主要人物の一人として物語の後半から登場。南アフリカでのウルトロンとの戦いで消耗し、クリントの自宅農場で静養中のアベンジャーズの下に現れ、ウルトロンから核ミサイル発射コードを謎の存在が守っているという情報を伝え、ウルトロンを倒すようにヒーローたちを励ました。
アベンジャーズとウルトロン軍団の戦地となったソコヴィアでは、ヘリキャリアをマリアたちと共に運用して、ウルトロンによって浮上してしまったソコヴィアの市街地から、多くの市民を避難させる支援をした。物語のラストでは、ブルース・バナー/ハルクが失踪して意気消沈していたナターシャに、バンダ海に墜落した機影の存在を知らせ、ブルースの生存を示唆する。
『アベンジャーズ/インフィニティ・ウォー』
日本語吹替 - 竹中直人
本作ではポスト・クレジット・シーンにノンクレジット・カメオ出演した。アトランタでマリアと共にサノスが引き起こしたデシメーションに遭遇し、その異常性にいち早く対応し、前述のポケベルで救援信号を送信する。しかしその直後、自身も塵となって消えてしまう。
『キャプテン・マーベル』
日本語吹替 - 竹中直人
本作ではキャロル・ダンヴァース/キャプテン・マーベルの誕生に関わった主要人物の一人として、左目を負傷する直前の若い頃の彼が登場。物語の時代である1990年代前半当時はS.H.I.E.L.D.ロサンゼルス支局長のケラーの下に就き、異星人の存在に半信半疑ながらも外敵の襲来予測を主任務としていた。
出会って間もないキャロル/ヴァースとの触れ合いや、猫の姿の地球外生物である“グース”をこよなく可愛がるなど、前述の愛想の良さとユーモアを見せる一方で、自分のIDをペガサス計画の施設の職員に掴ませ、彼の指紋を入手・利用したり、ヴァースにポケベルの連絡相手を「お袋」と伝えながら救援を要請したり、応援に現れたケラー（に擬態した“スクラル人”のタロス）に不審感を感じ、かまをかけつつ連携を偽って正体を暴いたりと、この当時から策士としての一端も醸し出していた。
地球に落着したヴァースの追跡任務に就いたことをきっかけに、スクラル人とも遭遇・戦闘となり、自身の失われた記憶を求めるヴァースの手助けをはじめるが、救援を要請したことから事実上ヴァースと共に追われる身になってしまい、彼女に詫びてS.H.I.E.L.D.のエージェントとしてではなく、サイドキック的存在として行動するようになる。クライマックスでは宇宙にまで身を運ぶも、キャロルがスクラル人たちを撲滅しようとする“クリー”を撃退した帰路で、可愛がっていたグースに左目を引っかかれてしまった。
キャロルと別れる際には、緊急事態限りの連絡のために、逃走時に預けていたポケベルを改良された状態で返却され、今回の一件でキャロルのような超人的ヒーローの必要性に気付き、そのような者たちを団結させるアベンジャーズ計画を立ち上げる。
『アベンジャーズ/エンドゲーム』
本作では物語の終盤に登場。
デシメーションから5年もの間消滅したままだったが、アベンジャーズの尽力により復活。物語ラストのトニーの葬儀に主要人物たちと共に参列し、自身はキャロルと共にトニーの自宅前に立つ。
『スパイダーマン:ファー・フロム・ホーム』
日本語吹替 - 竹中直人
本作では主要人物の一人として登場。マリアとともにピーター・パーカー/スパイダーマンに接触し、彼に任務を言い渡すが、物語全編に登場する彼はタロスの擬態であり、本物の彼は複数のスクラル人たちが滞在する宇宙船もしくは宇宙ステーションらしき設備に身を寄せていた。
ポスト・クレジット・シーンにおいて、前述の設備にアロハシャツ姿で寛ぎながら、タロスからピーターにトニーの遺品であるサングラスを渡したという報告を受けると、起き上がってスクラル人たちに働くよう声を上げる。
『ホワット・イフ...?』
シーズン1
第1話
アース82111におけるフューリーが物語のラストに登場。クリント・バートン/ホークアイと共に、“ジョイント・ダーク・エナジー・ミッション・ファシリティーズ”でテッセラクトの実験に立ち会っていたところに開いたワームホールから現れたペギー・カーター/キャプテン・カーターに剣を下ろすように声をかけると共に、現代が戦争終結から70年も経過したことを伝える。
第3話
アース72124におけるフューリーが全編を通して登場。この宇宙においてのアベンジャーズ計画の候補者であるヒーローたちが次々と命を奪われていった事件の真相究明に奔走する。
第7話
アース51825におけるフューリーがワンシーンに登場。ラスベガスで大勢の宇宙人たちとパーティーに興じるパーティー・ソーにパーティーをやめるよう呼びかけるが、パーティーの参加者の一人であるコーグに突き飛ばされて、重傷を負ってしまう。
『シークレット・インベージョン』

#### 『エージェント・オブ・シールド』シーズン1
日本語吹替 - 竹中直人
本シリーズでは、ゲストキャラクターとして登場する。実は“ニューヨーク決戦”後に、コールソンの死を惜しみ、彼を蘇生させることを決意して、“ゲスト・ハウス”と呼ばれるS.H.I.E.L.D.の記録からも隠された秘密施設で“T.A.H.I.T.I.計画”を極秘に行い、コールソンを蘇らせていた。しかし、かつてコールソン自身が監督していたオペレーションでもあるT.A.H.I.T.I.計画は、被験者の精神に異常をきたす危険性を秘めていたため、コールソンに彼の少数精鋭チームの編成を認めて、移動拠点の“バス”も提供すると共に、敏腕エージェントのメリンダ・メイをコールソンの監視役として彼のチームに配属させ、コールソンの様子を密かに報告させていた。
コールソンがT.A.H.I.T.I.計画で蘇生したと知ると、彼の復活に関する資料を送るが、コールソンが自身に接触を求めた時にはその居場所を長らく知らせず、S.H.I.E.L.D.壊滅後も暫くの間コールソンたちに死亡偽装して姿を現さなかった。
『084』（原題：『0-8-4』）
本エピソードのラストに登場。コールソンと彼のチームが、“084”を巡るペルー軍との戦いでバスの機内を損傷させたことについて修理中のバスを訪れ、珍しく腹を立てている様子を見せながら、新しく水槽などの装飾などを取り付けないよう咎めると同時に、外部からチームに加えた民間人のコンサルタントであるデイジー・ジョンソン/スカイについても危険だと警告する。
『終わりの始まり』（原題：『Beginning of the End』）
ヒドラの一員だったグラント・ウォードによって死の危機に瀕したコールソンの部下であるレオ・フィッツとジェマ・シモンズからの救難信号をキャッチして彼らを救出した後、ヒドラの一員であるジョン・ギャレットと対峙するコールソンと合流する。ギャレット打倒後、コールソンからT.A.H.I.T.I.計画で蘇生させられたことを非難されながらも、彼の素養を見込んでコールソンをS.H.I.E.L.D.の新長官に任命し、“ツールボックス”とS.H.I.E.L.D.の再建を託して再び行方を晦ます。

## 他のメディア

### アニメ作品

#### マーベル・アニメイテッド・ユニバース
オリジナル通り、白人男性として登場する。
スパイダーマン
ゲスト出演する。声は当初フィリップ・アボットが担当していたが、後にジャック・エンジェルに変更した。日本語版は大川透。
スパイダーマン・アンリミテッド
第1話「もうひとつの世界 パート1」で登場する。声優はマーク・ギボン。日本語版は大川透。
アイアンマン
何度か登場している。声優はフィリップ・アボット。日本語版は2種類存在し、衛星アニメ劇場版では大友龍三郎、ディズニープラス版は不明。

#### そのほかのアニメ作品
黒人男性として登場。
アイアンマン ザ・アドベンチャーズ
CGアニメ。第16話「孤独なヒーロー」で初登場し、ディーン・レッドマンが声優を務めた。
アベンジャーズ 地球最強のヒーロー
第1話から、主要な人物として登場する。第2次大戦には父のジャックが参戦し、彼がキャプテンアメリカとも共闘していた。
アルティメット・スパイダーマン
第1話でスパイダーマンをS.H.I.E.L.D.の若手ヒーローチームにスカウトし、上司となる。また、兄であるスコーピオことマックス・フューリーも登場する。
アルティメット・アベンジャーズ（2006年）、アルティメット・アベンジャーズ2: ブラック・パンサー ライジング
OVA作品。アルティメット・ニック・フュリーが登場、アンドレ・ウェアが声優を務めた。

### テレビ映画
Nick Fury: Agent of S.H.I.E.L.D.（1998年）
フォックス放送のテレビ映画。デビッド・ハッセルホフがフューリーを演じた。

### コンピュータゲーム
パニッシャー（1993年）
2Pキャラクターとしてフューリー（白人男性）が使用可能。
THE PUNISHER（2005年）
ノンプレイヤーキャラクターとしてフューリー（白人男性）が登場する。
MARVEL VS. CAPCOM 3 Fate of Two Worlds（2011年）
クリムゾン・ヴァイパーのエンディングに登場し、彼女をS.H.I.E.L.D.にスカウトしようとする。
『パニッシャー』とは容貌が大幅に異なり、アルティメット・マーベル版と同様の黒人男性として描写されている。
MARVEL SNAP（2022年）
ベースカードのデザインに黒人男性が登場。ヴァリアントも複数存在し、そのうちGabriele Dell'ottoヴァリアントは白人男性である。
同作のリリース時にMCU版のフューリーが出演するCMが公開。内容はS.H.I.E.L.D.の長官を解任されたフューリーが人事部を訪れ、担当者から後任者が同作のプレイヤーであることを告げられ、困惑するというものである。

## その他
ブラインド・フューリー
ルトガー・ハウアーの主演映画。勝プロダクションから正式に許諾を得て製作され、1967年の「座頭市血煙り街道」(監督：三隅研次)を原案としているが、舞台をアメリカ国内とベトナムの戦場に変更し、全盲の帰還兵である主人公の名前は、"ニック"・パーカーと設定された。

## コレクテッド・エディション
- Marvel Masterworks: Nick Fury, Agent of S.H.I.E.L.D. Vol. 1 (Strange Tales #135-153, Tales of Suspense #78, Fantastic Four #21)
- Marvel Masterworks: Nick Fury, Agent of S.H.I.E.L.D. Vol. 2 (Strange Tales #154-168, Nick Fury, Agent of S.H.I.E.L.D. #1-3)
- Marvel Masterworks: Sgt. Fury Vol. 1 (Sgt. Fury and his Howling Commandos #1-13)
- Marvel Masterworks: Sgt. Fury Vol. 2 (Sgt. Fury and his Howling Commandos #14-23, Annual #1)
- Marvel Masterworks: Sgt. Fury Vol. 3 (Sgt. Fury and his Howling Commandos #24-32, 'Annual #2)
- Secret Warriors Vol. 1: Nick Fury Agent of Nothing (Secret Warriors #1-6)